# Marius Zwiller
Marius Edmund Zwiller (ur. 25 września 1905 w Colmar, zm. 12 grudnia 2000 w Gainesville) – francuski pływak, olimpijczyk.
Na Igrzyskach Olimpijskich w 1924 wystartował na dystansie 200 m stylem klasycznym.
W 1925 zdobył mistrzostwo Francji na dystansie 200 m stylem klasycznym.